# آداموو، شهرستان لیپنو
آداموو، شهرستان لیپنو (به لاتین: Adamowo, Lipno County) در لهستان است که در Gmina Chrostkowo واقع شده‌است.